# Fernando Varela Ramos
Fernando Varela Ramos (nascut a Dos Hermanas, província de Sevilla el 9 de gener de 1979) és un exfutbolista andalús que jugava com a defensa.
Durant la seva carrera destacà al Reial Betis, club on s'havia format. També jugà al RCD Mallorca durant quatre temporades. El 2010 fitxà pel Kasımpaşa de la lliga turca.